# John Langley (ishockeyspelare)
John "Art" Langley, född 25 juni 1896 i Melrose, död 5 mars 1967 i Eustis, var en amerikansk ishockeyspelare. Han blev olympisk silvermedaljör i Chamonix 1924.

## Meriter
- OS-silver 1924